# J. Michael Straczynski
Joseph Michael Straczynski, född 17 juli 1954 i Paterson, New Jersey, är en prisbelönt amerikansk författare och TV-producent. Han är mest känd som skaparen av science fiction-TV-serierna Babylon 5 och Jeremiah.
Hans professionella namn är J. Michael Straczynski. I tryck och på Usenet betecknas han ofta bara med sina initialer jms.
Asteroiden 8379 Straczynski är uppkallad efter honom.

## TV och radio
- He-Man and the Masters of the Universe
- She-Ra: Princess of Power
- Jayce and the Wheeled Warriors
- The Real Ghostbusters
- Captain Power and the Soldiers of the Future
- The New Twilight Zone
- Rättvisans män
- Mord och inga visor
- Walker, Texas Ranger